# Gráda
Gráda is een traditionele Ierse muziekband opgericht in 2001 waarvan de leden een mix zijn van Ierse en Nieuw-Zeelandse muzikanten. 
Gráda komt uit het Ierse Dublin en Galway, maar bracht veel tijd door met internationaal toeren. In 2006 speelde Gráda in 16 verschillende landen. In 2011 werd de groep ontbonden toen bandleden van Gráda aan individuele projecten gingen werken.
De groep put uit een breed scala aan invloeden, waardoor ze hebben gewerkt met Dave Hingerty (The Frames, The Swell Season); Vyviene Long (cellist met Damien Rice); en, als producent, Trevor Hutchinson (Lúnasa, Sharon Shannon, The Waterboys). Andere toevoegingen zijn de in Dublin gevestigde trompettist Bill Blackmore en percussionist Rasmus Skovmand. 

## Stijl
De Irish Times omschreef de band als een hottest new traditional band around. Gráda ziet zichzelf niet als een traditionele folkband, ook al zijn hun wortels diep geworteld in de Ierse muzikale traditie. Het is meer een mix van pop, traditionals en lounge.
In 2008 werd bekend dat Colin Farrell had besloten de band te verlaten. Multi-instrumentalist David Doocey toerde daarna met de band. In april 2009 verliet Alan Doherty de band en werd vervangen door Stephen Doherty (geen familie). Alan keerde in 2011 terug naar de groep.

## Erkenning
Gráda kreeg lovende recensies voor hun album Natural Angle dat door NPR/Folk Alley en de IMA-muziekprijzen werd verkozen tot een van de beste folkalbums van 2010 in de Verenigde Staten. Hun voorafgaande album Cloudy Day Navigation stond meerdere keren in de Top 10 van Irish Music. Gráda kreeg ook goede recensies van Irish Music, Sing Out!, The Irish Times, The Evening Herald en The Event Guide.

## Bandleden
- Andrew Laking – (contrabas, zang)
- Nicola Joyce– (zang, bodhrán)
- Gerry Paul – (akoestische en elektrische gitaren, bouzouki, zang)
- David Doocey – (viool, concertina, en fluitjes)
- Stephen Doherty – (fluit)

## Discografie
- Off to naar Sardinia (2001)
- Endeavour (2002)
- The landing stap (2004)
- Cloudy Day Navigation (2007)
- Natural Angle (2010)